# 蒙珀扎 (大西洋比利牛斯省)
蒙珀扎（法語：Monpezat，法語發音：[mɔ̃pəza]）是法国大西洋比利牛斯省的一个市镇，属于波城区。

## 地理
蒙珀扎（43°30'7"N, 0°4'3"W）面积3.48 平方千米，位于法国新阿基坦大区大西洋比利牛斯省，该省份为法国东南部省份，涵盖了贝阿恩与北巴斯克，西临大西洋比斯開灣，北至朗德省，东北接热尔省，东临上比利牛斯省，南与西班牙接壤。
与蒙珀扎接壤的市镇（或旧市镇、城区）包括：拉斯卡泽尔、贝特拉克、拉塞尔、蒙科、塞梅阿克-布拉雄。

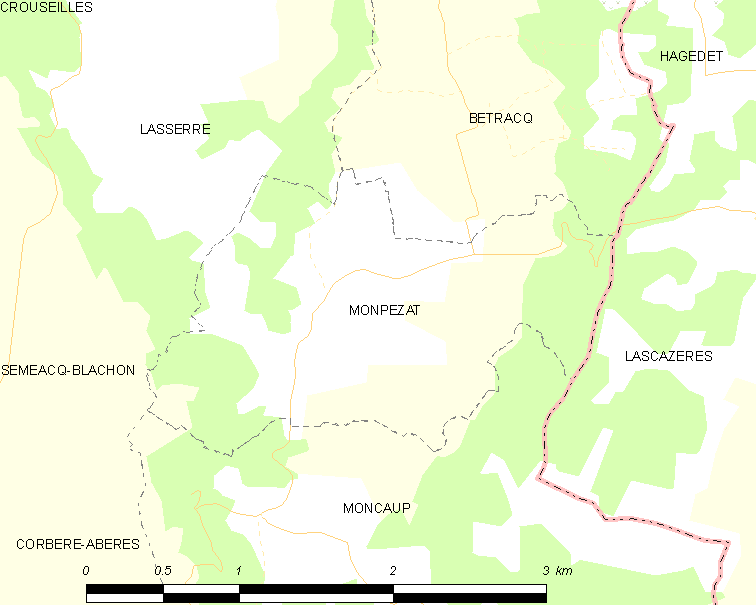
的OSM定位图

蒙珀扎的时区为UTC+01:00、UTC+02:00（夏令时）。

## 行政
蒙珀扎的邮政编码为64350，INSEE市镇编码为64394。

## 政治
蒙珀扎所属的省级选区为吕伊河土地和维克比伊山坡县。

## 人口

1962-2008年间人口变化图示

蒙珀扎于2022年1月1日时的人口数量为81人。